# Tenille Townes
Tenille Townes (Grande Prairie, 20 gennaio 1994) è una cantautrice canadese.

## Biografia
Tenille Townes è salita alla ribalta nel 2018, con la pubblicazione del singolo Somebody's Daughter, che ha segnato il suo primo ingresso nella classifica canadese alla 92ª posizione, raggiungendo inoltre la prima in quella dedicata al genere country. È stato il primo estratto dal terzo album The Lemonade Stand, pubblicato dalla Columbia Nashville a giugno 2020 e piazzatosi in 26ª posizione nella Billboard Canadian Albums. È stato promosso White Horse, Jersey on the Wall (I'm Just Asking), The Most Beaufitul Things e Come As You Are, il secondo dei quali è arrivato in 88ª posizione in madrepatria. Nel 2018 ha aperto i concerti del The Bandwagon Tour di Miranda Lambert e dei Little Big Town.
Nel corso della sua carriera la cantante ha ricevuto sette candidature ai Canadian Country Music Association, trionfando in quattro categorie, tutte nel 2019. Ha inoltre ottenuto una candidatura ai CMT Music Award 2019 e due ai Juno Awards 2020.

## Discografia

### Album in studio
- 2011 – Real
- 2013 - Light
- 2020 - The Lemonade Stand

### EP
- 2018 – Living Room Worktapes
- 2020 – Road to the Lemonade Stand

### Singoli
- 2009 – Home Now
- 2010 – Wendy (Can You Hear Me Peter Pan)
- 2011 – Rest in Pieces
- 2011 – Pictures on a Crooked Wall
- 2011 – Real Me
- 2011 – Home Now (con John Landry)
- 2012 – Starts with You
- 2013 – Dear Heart
- 2013 – Halfway to Somewhere
- 2018 – Somebody's Daughter
- 2019 – White Horse
- 2019 – Jersey on the Wall (I'm Just Asking)
- 2020 – The Most Beautiful Things
- 2020 – Come As You Are
- 2021 – Girl Who Didn't Care